# RFL Championship 1906-07
La Northern Rugby Football Union Championship de 1906-07 fue la decimosegunda temporada del torneo de rugby league más importante de Inglaterra.

## Formato
Las divisiones 1 y 2 fueron combinadas, enfrentándose a nivel de los condados de Lancashire y Yorkshire y posteriormente confeccionado una tabla global, esto provocó que los equipos enfrentaran una cantidad desigual de encuentros.
Posteriormente los cuatro mejores clasificados según el porcentaje de victorias clasificaron a las semifinales.
Se otorgaron 2 puntos por cada victoria, 1 por el empate y 0 por la derrota.

## Desarrollo

### Tabla de posiciones
| Pos. | Equipo                   | Encuentros | Encuentros | Encuentros | Encuentros | Tantos | Tantos | Puntos | Porcentaje de triunfos |
| Pos. | Equipo                   | PJ         | PG         | PE         | PP         | F      | C      | Puntos | Porcentaje de triunfos |
| ---- | ------------------------ | ---------- | ---------- | ---------- | ---------- | ------ | ------ | ------ | ---------------------- |
| 1    | Halifax RLFC             | 34         | 27         | 2          | 5          | 649    | 229    | 56     | 82.35                  |
| 2    | Oldham RLFC              | 34         | 26         | 1          | 7          | 457    | 227    | 53     | 77.94                  |
| 3    | Runcorn RFC              | 30         | 23         | 0          | 7          | 546    | 216    | 46     | 76.66                  |
| 4    | Keighley Cougars         | 24         | 17         | 1          | 6          | 431    | 231    | 35     | 72.91                  |
| 5    | Wigan                    | 34         | 23         | 1          | 10         | 656    | 278    | 47     | 69.11                  |
| 6    | Leeds                    | 30         | 19         | 2          | 9          | 424    | 301    | 40     | 66.66                  |
| 7    | Hunslet FC               | 32         | 21         | 0          | 11         | 520    | 354    | 42     | 65.62                  |
| 8    | Warrington               | 34         | 21         | 1          | 12         | 554    | 304    | 43     | 63.23                  |
| 9    | Broughton Rangers        | 30         | 17         | 1          | 12         | 496    | 235    | 35     | 58.33                  |
| 10   | Salford                  | 32         | 18         | 0          | 14         | 462    | 349    | 36     | 56.25                  |
| 11   | Barrow Raiders           | 26         | 13         | 1          | 12         | 333    | 356    | 27     | 51.92                  |
| 12   | Widnes Vikings           | 20         | 9          | 1          | 10         | 221    | 320    | 19     | 47.50                  |
| 13   | Hull Kingston Rovers     | 32         | 15         | 0          | 17         | 390    | 366    | 30     | 46.87                  |
| 14   | Dewsbury Rams            | 28         | 12         | 1          | 15         | 393    | 377    | 25     | 44.64                  |
| 15   | Leigh                    | 28         | 12         | 1          | 15         | 318    | 311    | 25     | 44.64                  |
| 16   | Wakefield Trinity        | 28         | 12         | 1          | 15         | 348    | 409    | 25     | 44.64                  |
| 17   | Swinton Lions            | 32         | 14         | 0          | 18         | 308    | 380    | 28     | 43.75                  |
| 18   | Bradford Park Avenue AFC | 30         | 12         | 2          | 16         | 387    | 367    | 26     | 43.33                  |
| 19   | Huddersfield             | 32         | 13         | 0          | 19         | 469    | 477    | 26     | 40.62                  |
| 20   | Rochdale Hornets         | 26         | 9          | 1          | 16         | 292    | 312    | 19     | 36.53                  |
| 21   | Batley Bulldogs          | 24         | 8          | 1          | 15         | 228    | 326    | 17     | 35.41                  |
| 22   | St. Helens               | 26         | 9          | 0          | 17         | 374    | 353    | 18     | 34.61                  |
| 23   | Hull                     | 32         | 11         | 0          | 21         | 337    | 515    | 22     | 34.37                  |
| 24   | York FC                  | 24         | 5          | 0          | 19         | 217    | 514    | 10     | 20.83                  |
| 25   | Bramley RLFC             | 20         | 1          | 0          | 19         | 85     | 466    | 2      | 5.00                   |
| 26   | Liverpool City           | 30         | 0          | 0          | 30         | 76     | 1398   | 0      | 0.00                   |

|  | Semifinalistas. |

### Semifinales
| 6 de abril de 1907 | Halifax | 9 - 4 | Keighley |  |  |

| 6 de abril de 1907 | Oldham | 5 - 0 | Runcorn |  |  |

### Final
| 20 de abril de 1907 | Halifax | 18 - 3 | Oldham |  |  |

| Bandera de Inglaterra |
| Campeón Halifax RLFC  |
| Segundo título        |